# Theo van Duivenbode
Theo van Duivenbode, de son nom complet Theodorus van Duivenbode, est un footballeur néerlandais né le 1er novembre 1943 à Amsterdam. Il évolue au poste d'arrière gauche.

## Biographie

### En club
Theo van Duivenbode est formé au VVA/Spartaan (en).
Il devient joueur de l'Ajax Amsterdam en 1964. Avec l'Ajax, il est Champion des Pays-Bas en 1966, 1967 et 1968. Il réalise même le doublé Coupe/Championnat en 1967,.
Theo van Duivenbode est finaliste de la Coupe des clubs champions en 1969 : l'Ajax s'incline sur le score de 1-4 contre le Milan AC.
Il rejoint le club rival du Feyenoord Rotterdam en 1969 après cet échec,. 
Avec Feyenoord, il remporte dès sa première saison la Coupe des clubs champions en 1970. Van Duivenbode est titulaire lors de la finale conte le Celtic FC reportée 2-1 en prolongations,. 
Il joue la finale de la Coupe intercontinentale en 1970,. 
Van Duivenbode est également Champion des Pays-Bas en 1971,.
Après une dernière saison 1973-1974 avec le HFC Haarlem, il raccroche les crampons,.

### En équipe nationale
International néerlandais, il reçoit cinq sélections en équipe des Pays-Bas pour aucun but marqué entre 1968 et 1970,.
Il joue son premier match en équipe nationale le 4 septembre 1968 contre le Luxembourg (victoire 2-0 à Rotterdam) dans le cadre des qualifications pour la Coupe du monde 1970.
Il dispute également trois autres matchs pour ces éliminatoires.
Son dernier match est une rencontre amicale le 11 octobre 1970 contre la Yougoslavie (match nul 1-1 à Rotterdam).

## Palmarès
Ajax Amsterdam
| - Coupe des clubs champions : - Finaliste : 1968-69. |  | - Championnat des Pays-Bas (3) : - Champion : 1965-66, 1966-67 et 1967-68. - Coupe des Pays-Bas (1) : - Vainqueur : 1966-67. |

 Feyenoord Rotterdam
| - Coupe intercontinentale (1) : - Vainqueur : 1970. - Coupe des clubs champions (1) : - Vainqueur : 1969-70. |  | - Championnat des Pays-Bas (1) : - Champion : 1970-71. |